# Vordorfer Forst

Lage des gemeindefreien Gebiets Vordorfer Forst im Landkreis Wunsiedel im Fichtelgebirge

Der Vordorfer Forst ist ein 9,71 km² großes gemeindefreies Gebiet im Landkreis Wunsiedel im Fichtelgebirge in Bayern.

## Geographie
Der Vordorfer Forst ist ein Forstgebiet westlich von Wunsiedel. Im Gebiet liegt der Wolfstein.

## Schutzgebiete

### Geotope
- Zinngräben bei Vordorfermühle (Geotop-Nummer 479G001)